# Sinularia inelegans
Sinularia inelegans is een zachte koraalsoort uit de familie Alcyoniidae. De koraalsoort komt uit het geslacht Sinularia. Sinularia inelegans werd in 1970 voor het eerst wetenschappelijk beschreven door Tixier-Durivault. 